# Weißkirchen in Steiermark
Weißkirchen in Steiermark é um município da Áustria, situado no distrito de Murtal, no estado da Estíria. Tem 149,64 km² de área e sua população em 2019 foi estimada em 4.798 habitantes.